# Segundo Gobierno de Mólotov
El Segundo Gobierno de Mólotov fue el gabinete de la Unión Soviética establecido el 2 de agosto de 1935 con Viacheslav Mólotov como jefe de Gobierno, desempeñándose como presidente del Consejo de Comisarios del Pueblo.
Finalizó el 5 de diciembre de 1936, cuando el Comité Ejecutivo Central de la Unión Soviética aprobó a una nueva composición del Sovnarkom.

## Composición
| Comisario del Pueblo               | Titular                      | Partido |
| ---------------------------------- | ---------------------------- | ------- |
| Presidente                         | Viacheslav Mólotov           | PCU (b) |
| Administrador de Asuntos           | Iván Miroshnikov             | PCU (b) |
| Vicepresidentes                    | Nikolái Antipov              | PCU (b) |
| Vicepresidentes                    | Valeri Mezhlauk              | PCU (b) |
| Vicepresidentes                    | Jānis Rudzutaks              | PCU (b) |
| Vicepresidentes                    | Vlas Chubar                  | PCU (b) |
| Asuntos Exteriores                 | Máksim Litvínov              | PCU (b) |
| Defensa                            | Klíment Voroshílov           | PCU (b) |
| Comercio Exterior                  | Arkadi Rozengoltz            | PCU (b) |
| Industria Alimentaria              | Anastás Mikoyán              | PCU (b) |
| Comercio Interior                  | Izraíl Veytser               | PCU (b) |
| Ferrocarriles                      | Andréi Andréiev (1935)       | PCU (b) |
| Ferrocarriles                      | Lázar Kaganóvich (1935-1936) | PCU (b) |
| Comunicaciones                     | Alekséi Rýkov (1935-1936)    | PCU (b) |
| Comunicaciones                     | Guénrij Yagoda (1936)        | PCU (b) |
| Industria Pesada                   | Sergó Ordzhonikidze          | PCU (b) |
| Finanzas                           | Grigori Grinko               | PCU (b) |
| Agricultura                        | Mijaíl Chernov               | PCU (b) |
| Transporte de Agua                 | Nikolái Pajomov              | PCU (b) |
| Sovjoses Cerealísticos y Ganaderos | Moiséi Kalmanóvich           | PCU (b) |
| Asuntos Internos                   | Guénrij Yagoda (1935-1936)   | PCU (b) |
| Asuntos Internos                   | Nikolái Yezhov (1936)        | PCU (b) |
| Industria Forestal                 | Semión Lobov (1935-1936)     | PCU (b) |
| Industria Forestal                 | Vladímir Ivánov (1936)       | PCU (b) |
| Industria Ligera                   | Isidoro Liubimov             | PCU (b) |